# Castelminio
Castelminio (sino al 1957 Brusaporco) è una frazione del comune di Resana, in provincia di Treviso. Sorge circa 3,5 chilometri a nordest del capoluogo comunale.

## Origini del nome
L'origine del curioso toponimo Brusaporco, traducibile dal veneto come "Bruciaporco", non è del tutto chiara. Una prima ipotesi lo avvicina allo stemma dei Marta, nobile famiglia di origine germanica che ha per secoli amministrato la zona: aveva come emblema un maiale che arrostiva sul fuoco. Altrimenti, sarebbe da ricollegare al latino Burgus Porcius, prendendo nome dalla famiglia romana dei Porcii che avrebbe vissuto in questa zona. Ancora, da un antico rito propiziatorio che prevedeva di sacrificare degli animali bruciandoli nelle vicinanze dei vari fiumi della zona. Infine, dalla presenza di un porto fluviale, da cui Burgus Porti.
Un'ulteriore versione di origine popolare ma molto improbabile, parla di un incendio avvenuto in tempi imprecisati nel quale morirono i molti cinghiali (scambiati per maiali dalla popolazione) che vivevano nei boschi della zona. Trae probabilmente spunto da una poesia scritta da Guido Marta in cui si legge: Ma fu triste giorno quello / in cui il bosco divampò /  [...] Coi cinghiali e con la selva / arse il cuor fido e rapace / [...]  e lasciarono un paese / con un nome ridanciano / [...]. Nel corso degli anni sono apparse alcune varianti di questa leggenda con diversi protagonisti (tra cui Ezzelino da Romano) e ambientazioni (l'incendio avrebbe avuto luogo presso il castello).
Secondo una recente ipotesi toponomastica la derivazione del termine Brusaporco sarebbe da ricercarsi nella radice ingevone ‘Brus’, con il significato di ‘pascolare, prato’ (pensiamo all’inglese moderno ‘to browse’ = ‘brucare, pascolare’) ed ‘Orc’, ‘conca’, con l’intersezione consonantica labiale della lettera ‘p’. Il nome assumerebbe pertanto il significato di ‘Pascoli nella conca’. Nella zona di Castelminio, l’antica Brusaporco, affioramenti naturali d’acqua, le risorgive, si accompagnavano alla formazione di grandi zone depressionarie del terreno, dovute ai cedimenti indotti dall’insorgenza dell’acqua in superficie. Tali risorgive, oltre alla formazione di numerosi corsi d’acqua maggiori (Dese, Sile, Zero, Marzenego) hanno garantito la presenza costante durante tutto l’arco dell’anno di rigogliosi pascoli in questa zona di bassura, utilizzati efficacemente a fini agro-pastorali, area di stazio per le transumanze delle greggi che si spostavano dalle montagne alle rive dell’Adriatico, seguendo le anse dei fiumi.
Per quanto riguarda l'origine del moderno toponimo Castelminio, deriverebbe dal nome della famiglia veneziana dei Minio i quali, con l'avvento della Serenissima, sono divenuti possessori del castello della motta su cui sorgeva. Questo toponimo compare nei catasti napoleonici, nelle mappe austriache del 1829 e in una mappa militare dell'Istituto Nazionale Militare del 1887.

## Storia
I reperti testimoniano il fiorire della civiltà paleoveneta in zona sin dall'epoca preromana, grazie alla ricca presenza di risorse idriche (numerose le risorgive) e forestali (come ricordano tuttora vari toponimi). Ancora oggi sono presenti nel territorio le motte, dei modesti terrapieni attorno ai quali sono stati rinvenuti soprattutto frammenti di vasi e simili (numerosi pure i reperti di età romana); la zona è stata per questa al centro di una prima campagna di scavi archeologici svolta nell'estate del 1994 dalla Soprintendenza Archeologica di Padova e di una seconda svolta nell'estate del 2008 in collaborazione con l'Università Ca' Foscari di Venezia.
Sino al decreto firmato dal Presidente della Repubblica il 13 gennaio 1957 Castelminio era denominata Brusaporco. I primi documenti che citano Brusaporco sono successivi al mille e ne ricordano la villa affiancata da una fortezza dei vescovi di Treviso, che detenevano anche il potere temporale come duchi. Nel 1283 passò ai membri della famiglia Tempesta che, in quanto avogari, avevano il compito di amministrare i beni vescovili. Nel 1325 il castello fu distrutto dalle truppe scaligere di Uguccione della Faggiola in seguito ad una congiura ordita, forse, dagli stessi Tempesta.
Fu comune autonomo sotto Napoleone.

## Monumenti e luoghi d'interesse
Da evidenziare la chiesa Parrocchiale che conserva alcune opere di rilevante valore artistico, tra cui l'altare maggiore formato dalle due statue degli arcangeli Michele e Gabriele, attribuito ad Antonio Diedo, una Madonna col Bambino, risalente all'epoca dei Tempesta, e gli affreschi realizzati da Angelo Gatto nel 1990.
Altro edificio degno di nota è casa Marta, residenza quattrocentesca dell'omonima famiglia.
Rilevante anche il sacello di Santa Brigida, consacrato nel 1467 e probabilmente parte di un complesso più vasto oggi andato perduto. È costituito dal cimitero e dall'oratorio della Madonna della Zeolara (o Ceolara) che prendeva nome da un importante mercato di cipolle (in veneto séole) che si teneva una volta all'anno.

## Castelminio nella letteratura
Nel 1889 Antonio Gardin, insegnante presso le scuole di Brusaporco, decide di scrivere un breve racconto rivolto ai suoi studenti intitolato Vettore da Brusaporco. 
Vettore è uno studente modello che seguendo gli insegnamenti del suo maestro riesce a migliorare le condizioni di vita della sua famiglia. Vettore, che è buono, generoso e religioso, 
mette in pratica le innovative tecniche agricole che impara a scuola e grazie a queste riesce a migliorare quantitativamente e qualitativamente il raccolto delle 
terre coltivate dal papà Domenico. Vettore si applica anche nell'allevamento dei bruchi e dei bovini ottenendo degli ottimi risultati che vengono apprezzati anche dalla contessa che 
è la proprietaria delle terre date in affitto ai contadini di Brusaporco. 

Con questo racconto Antonio Gardin cerca di avvicinare gli studenti alle più innovative tecniche agricole. Nel libro si critica l'arretratezza delle tecniche utilizzate dai contadini di Brusaporco e si elogia l'importanza della scuola come luogo dove imparare nuovi metodi per la coltivazione dei campi. 
Nel libro si citano diversi paesi limitrofi di Brusaporco, vengono nominati i cognomi di diverse famiglie del luogo e viene più volte ricordata la scadenza di san Martino (11 novembre) quando i fittavoli dovevano pagare l'affitto ai padroni delle terre.
Nella prima pagina si spiega l'origine del nome "Brusaporco" riprendendo l'ipotesi popolare dell'incendio del bosco.

## Eventi
Ogni anno le ultime tre settimane di settembre si svolge la Festa dea Poenta e dei Santi Vittore e Corona. Durante la manifestazione viene organizzato un palio che vede sfidarsi i quattro cantoni del paese: Le Motte, Santa Brigida Ceolara, i Marta, la Fornace.